# Kondofrey Heights
Die Kondofrey Heights (englisch; bulgarisch Кондофрейски възвишения Kondofrejski waswischenija) sind ein in ost-westlicher Ausdehnung 9,2 km langes, 7,5 km breites und im Skakavitsa Peak bis zu 1119 m hohes Gebirge im Grahamlands auf der Antarktischen Halbinsel. Auf der Trinity-Halbinsel ragt es östlich des Detroit-Plateaus, südlich des Victory-Gletschers und westlich des Prinz-Gustav-Kanals auf.
Deutsche und britische Wissenschaftler kartierten es 1996 gemeinsam. Die bulgarische Kommission für Antarktische Geographische Namen benannte es 2010 nach der Ortschaft Kondofrej im Westen Bulgariens.